# ريتشي جين
ريتشي جين (بالصينية: 任賢齊) هو مغني وممثل تايواني، ولد في 23 يونيو 1966 في تايوان.

## أعمال

### أفلام
- (1999) جميلة[5]

## وصلات خارجية
- ريتشي جين على موقع IMDb (الإنجليزية)
- ريتشي جين على موقع ميوزك برينز (الإنجليزية)
- ريتشي جين على موقع ديسكوغز (الإنجليزية)
- ريتشي جين على موقع قاعدة بيانات الفيلم (الإنجليزية)